# 原わか花
原 わか花（はら わかば、2000年1月6日 - ）は、日本の女子ラグビーユニオン選手。

## プロフィール
- 新潟県新潟市秋葉区出身[2]。
- ポジションはウィング(WTB)。
- 身長 160cm、体重 60kg
- 7人制女子日本代表キャップ番号は94[3]。
- 夫はセコムラガッツに所属するラグビー選手の奥野翔太

## 略歴
中学時代の部活はバレーボールだったが、後に地元新潟市の新津ラグビースクールに入団。
2015年、ラグビーをするために新潟市の実家を離れ、島根県江津市の石見智翠館高校に進学し、寮生活を送った。
2017年9月、高校3年時に7人制女子日本代表に選ばれ、「ARFUアジア女子セブンズシリーズ2017第1戦・韓国セブンズ大会」で初キャップを得る。
2018年、慶應義塾大学に進学。大学の体育会には入部せず、東京山九フェニックスに入団。
2021年、東京五輪の7人制女子日本代表内定選手に選ばれた。
2022年、慶應義塾大学卒業。同年9月、ラグビーワールドカップセブンズ2022の7人制女子日本代表に選ばれた。
2024年、パリ2024五輪の7人制女子日本代表内定選手に選ばれた。